# Scaunul Miercurea

Scaunul Miercurea în secolul al XV-lea

## Domenii aparținătoare
Scaunul Miercurea (Stuhl Reußmarkt sau Reußmarkter Stuhl), care a primit această denumire în 1349, avea în componență următoarele localități:
- Apoldu de Jos/Apoldu Mic, în germană Kleinapold, în maghiară Kisspold.
- Apoldu de Sus/Apoldu Mare, în germană Großpold, în maghiară Nagyapold.
- Cărpiniș, în germană Keppelsbach/Kerpenisch, în maghiară Kerpenyes.
- Dobârca, în germană Dobring, în maghiară Doborka.
- Gârbova, în germană Urwegen, în maghiară Szúszorbó.
- Ludoș, în germană Großlogdes/Ludesch, în maghiară Nagyludas.
- Miercurea Sibiului, în germană Reußmarkt, în maghiară Szerdahely.
- Poiana Sibiului, în germană Flußau, în maghiară Polyún/Pojúna.
- Reciu, în germană Rätsch, în maghiară Szebenrécse.
- Rod, în germană Rod/Ruiden, în maghiară Ród.
- Topârcea, în germană Tschapertsch, în maghiară Toporcsa.

Localitățile aparținătoare de Scaunul Miercurea, deși toate sub jurisdicția sașilor, se împărțeau în trei categorii:
- Localități întemeiate de sași și populate majoritar de sași
- Localități întemeiate de sași și populate secundar de români
- Localități întemeiate și populate primar de români

În 1765 a fost făcut un recensământ în ținuturile sașilor. În Scaunul Miercurea s-au pierdut documentele privind populația română greco-catolică și ortodoxă. De aceea, în tabel se folosesc datele de le recensământul românilor din 1750.
| Localități întemeiate de sași          | Români în 1750 | Sași în 1765 |
| -------------------------------------- | -------------- | ------------ |
| Dobring                                | 160            | 287          |
| Großpold                               | 160            | 615          |
| Rätsch                                 | 63             | 155          |
| Reußmarkt                              | 200            | 398          |
| Urwegen                                | 165            | 535          |
| Localități populate secundar de români |                |              |
| Großlogdes                             | 800            | 17           |
| Kleinpold                              | 1236           | 12           |
| Tschappertsch                          | 814            | 2            |
| Localități populate primar de români   |                |              |
| Rothbockersdorf-Rod                    | 690            | 0            |
| Flußau-Poiana                          | 1127           | 0            |
| Käppelsbach-Cărpiniș                   | 368            | 0            |
| Total                                  | 5783           | 2021         |

În secolul al XVIII-lea populația românească din Scaunul Miercurea era de aproape trei ori mai numeroasă decât cea a sașilor.
Scaunul Miercurea a fost desființat în 1876, odată cu desființarea scaunelor săsești și a scaunelor secuiești, iar localitățile sale componente au fost arodate la Comitatul Alba și la Comitatul Sibiu, reorganizate în același an.